# Social FC

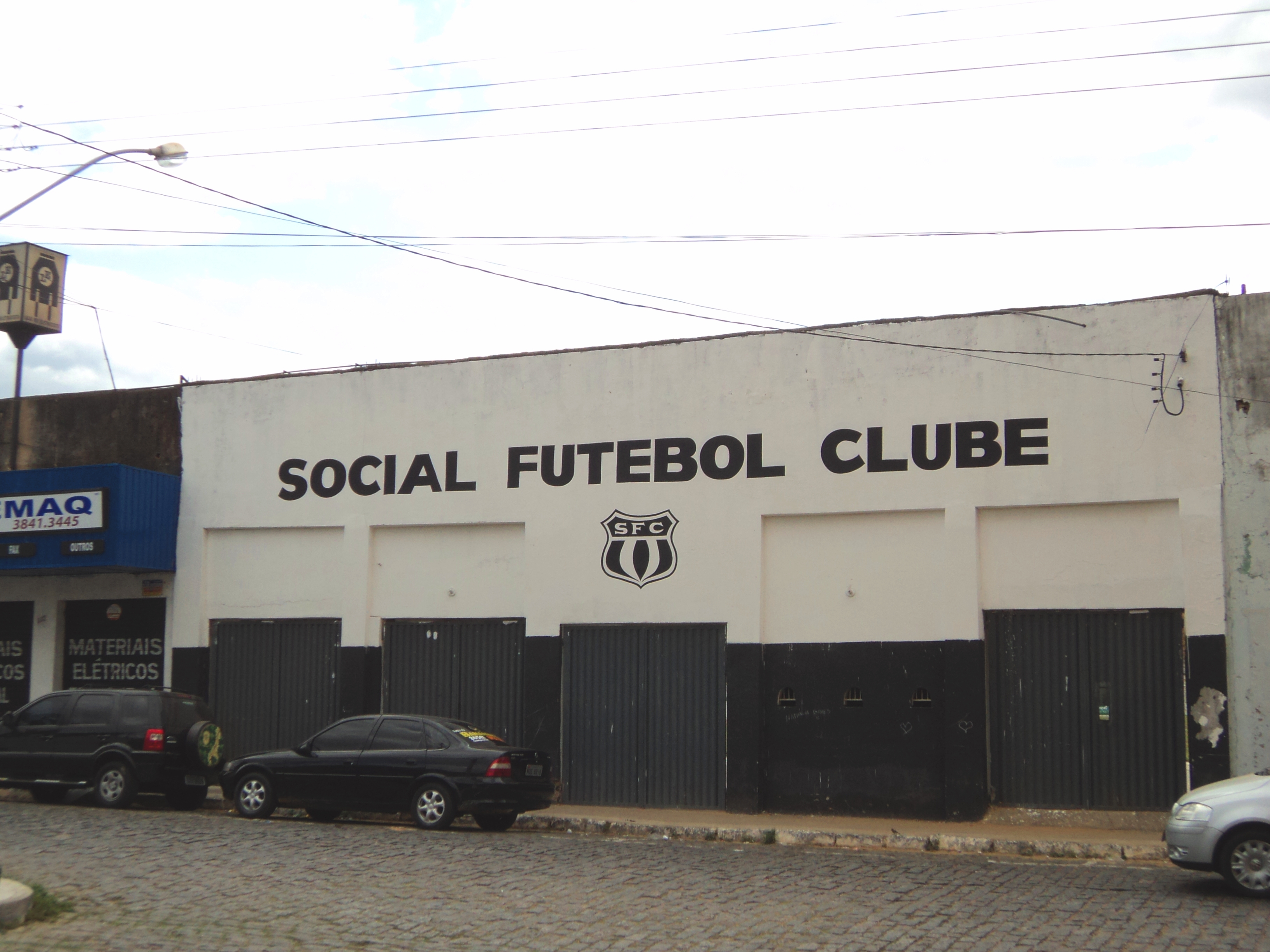
Stadion van Social FC

Social FC is een Braziliaanse professionele voetbalclub uit Coronel Fabriciano in de provincie Minas Gerais. Social is opgericht in 1944.

## Erelijst
- Campeonato Mineiro Módulo II: 1996, 2007
- Campeonato Mineiro Segunda Divisão: 1995